# Świdwin (comune rurale)
Świdwin è un comune rurale polacco del distretto di Świdwin, nel voivodato della Pomerania Occidentale.
Ricopre una superficie di 247,34 km² e nel 2005 contava 6 165 abitanti.
Il capoluogo è Świdwin, che non fa parte del territorio ma costituisce un comune a sé.